# Stadtbefestigung Landsberg am Lech

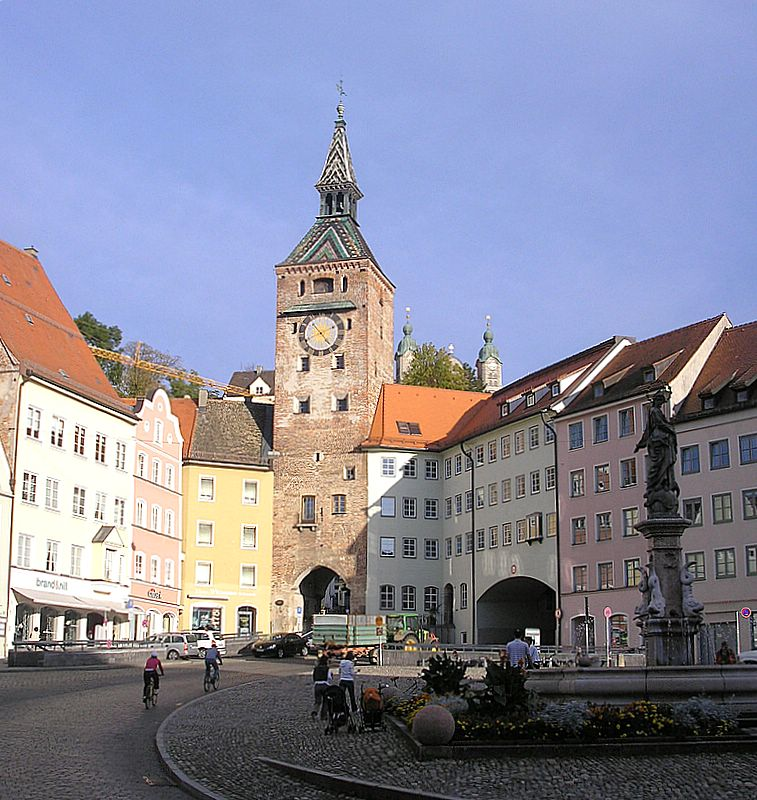
Hauptplatz mit dem „Schönen Turm“

Die mittelalterliche Stadtbefestigung der Großen Kreisstadt Landsberg am Lech (Oberbayern) entstand in drei Abschnitten vom 13. bis zum 16. Jahrhundert und wurde während des 16./17. Jahrhunderts durch vorgelegte Bastionen verstärkt. Die nahezu geschlossen erhaltene Ummauerung bildet zusammen mit dem historischen Gebäudebestand der Altstadt ein städtebauliches Ensemble von überregionalem Rang.

## Geschichte

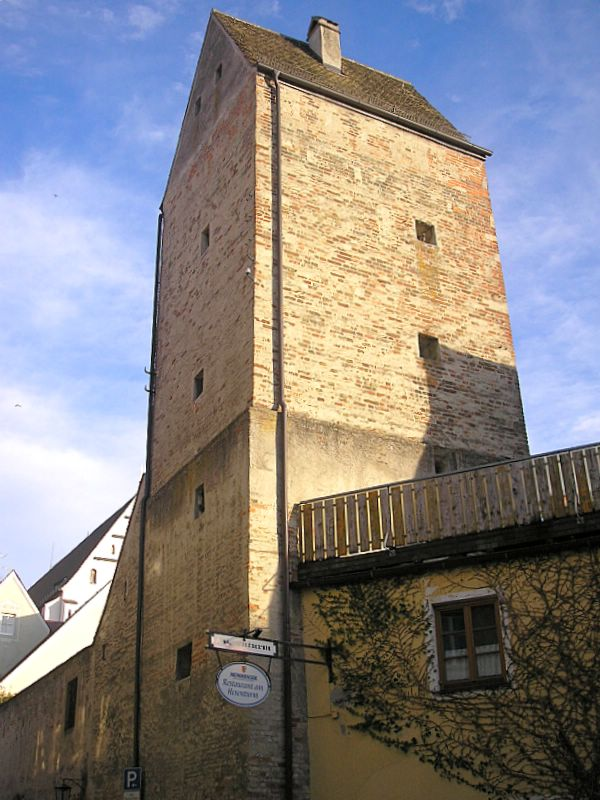
Der „Fronfestturm“ („Hexenturm“) der ersten Befestigungsanlage

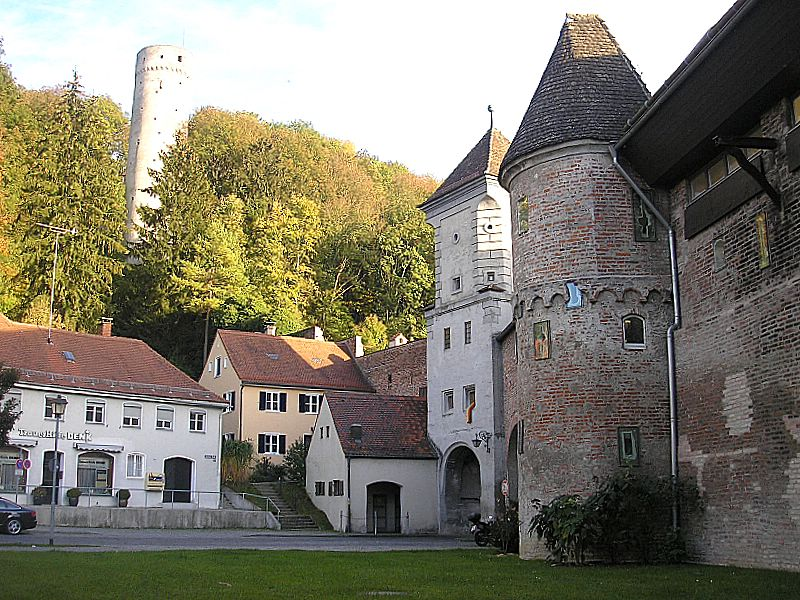
Stadtmauer am „Sandauer Tor“ und „Dachlturm“

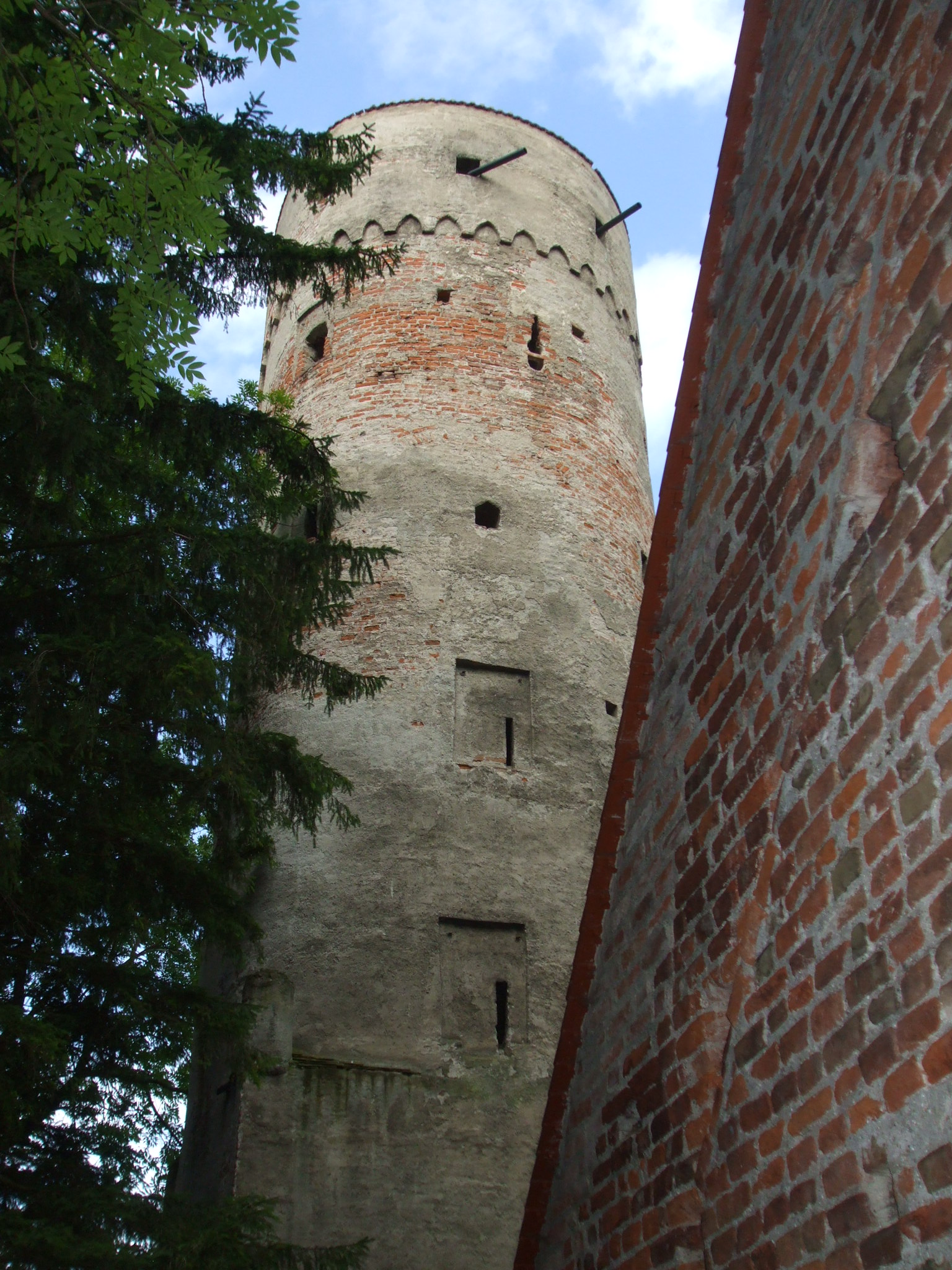
Der „Dachlturm“

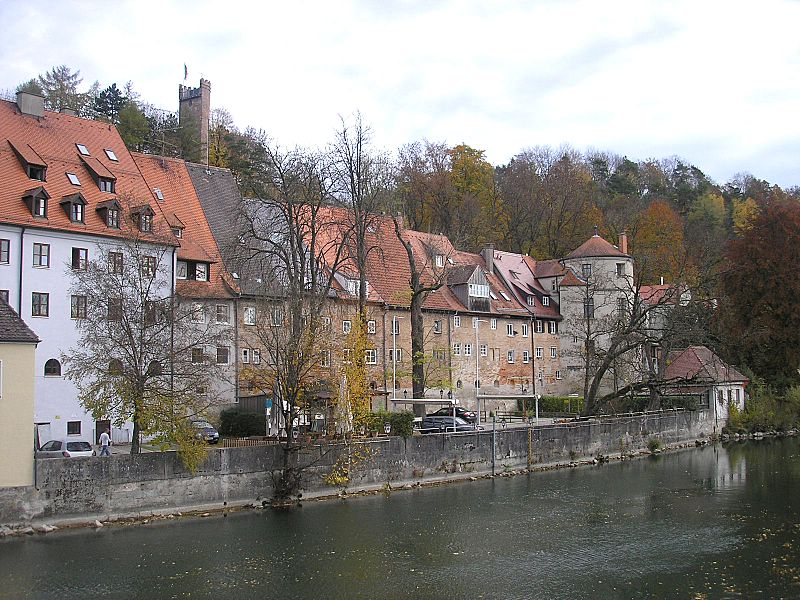
Die Südwestmauer mit dem „Nonnenturm“ (ganz rechts) und dem „Jungfernsprung“ (oben links am Horizont)

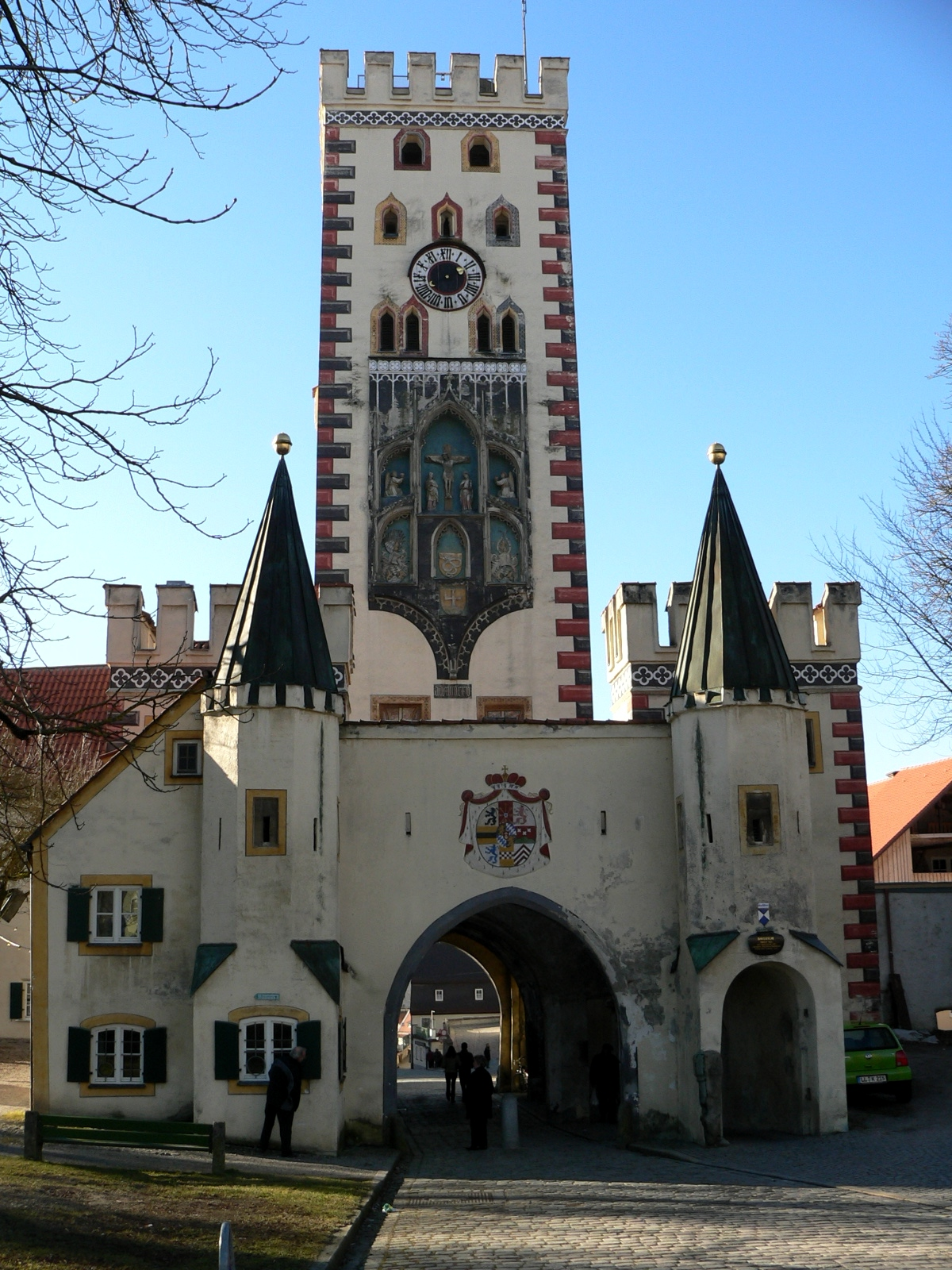
Das spätgotische „Bayertor“ von Osten

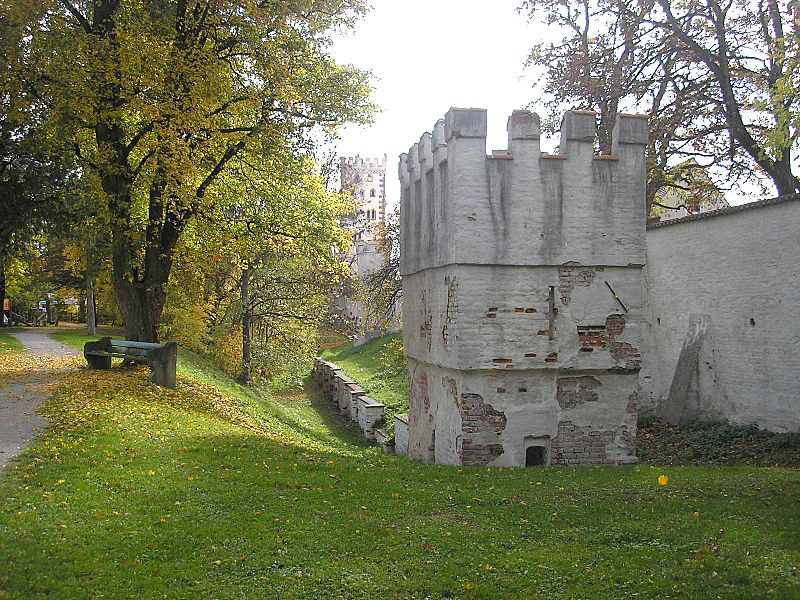
Stadtmauer nördlich des „Bayertores“ mit Zwingerturm …

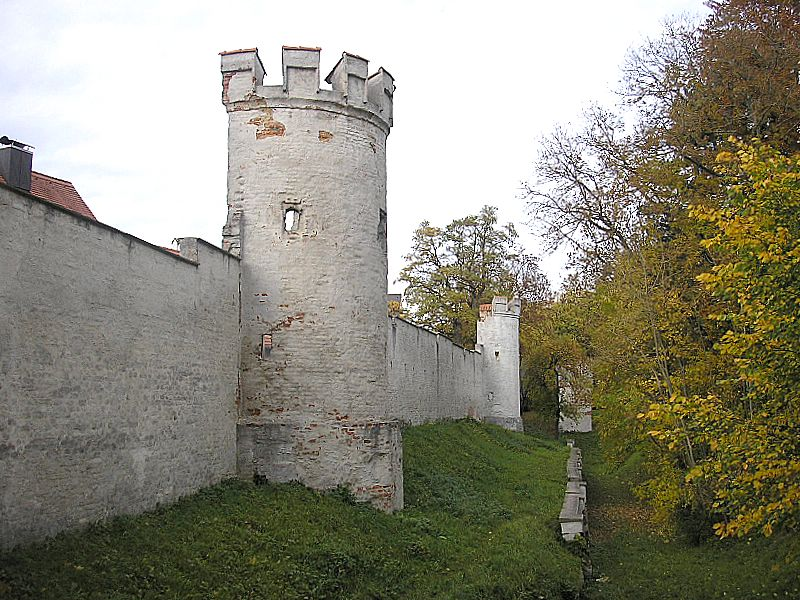
… und Gegenblick nach Norden

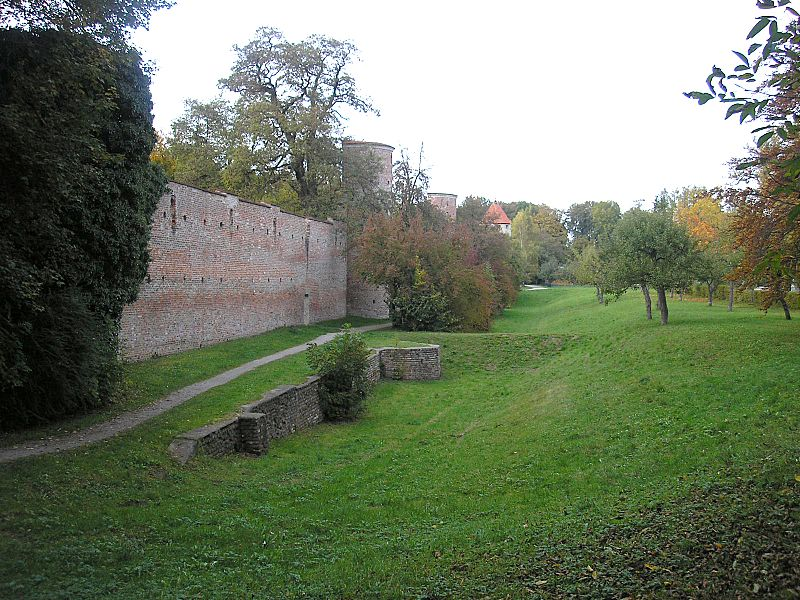
Der nordöstliche Mauerzug mit verflachtem Graben und Zwingerfundament …

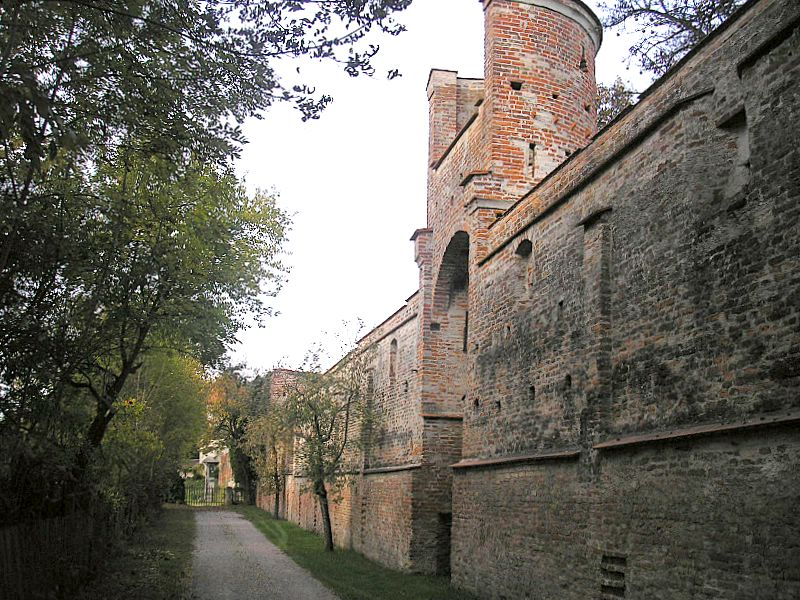
… und von der Stadtseite

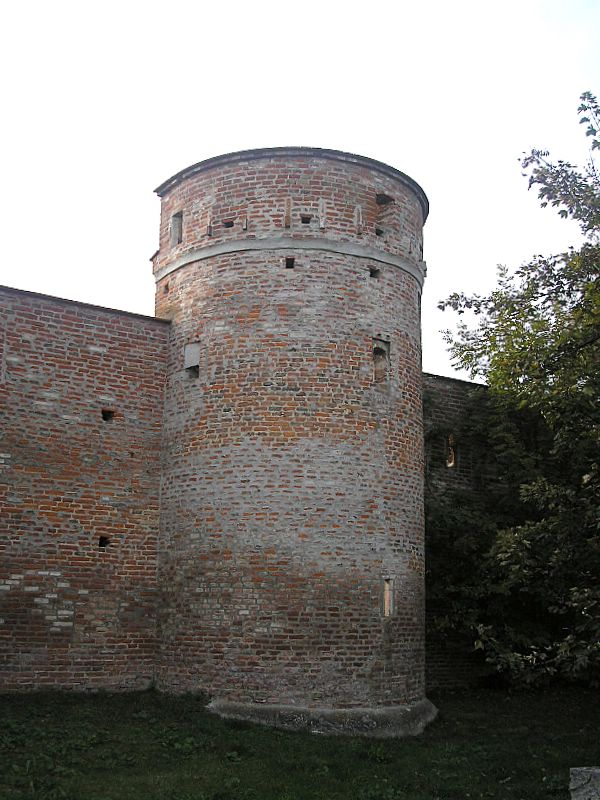
Einer der Schalentürme der Mauer der Ostseite

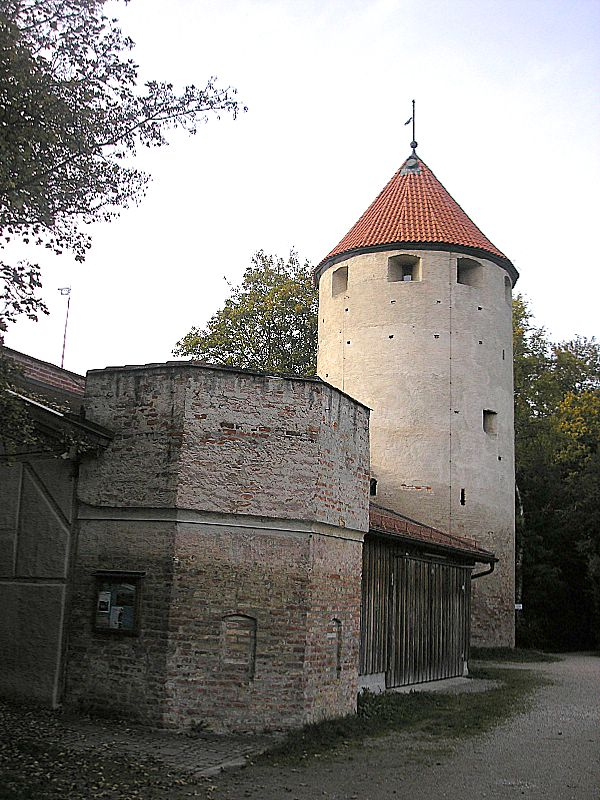
„Großer Pulverturm“ (rechts) und Zwingerturm

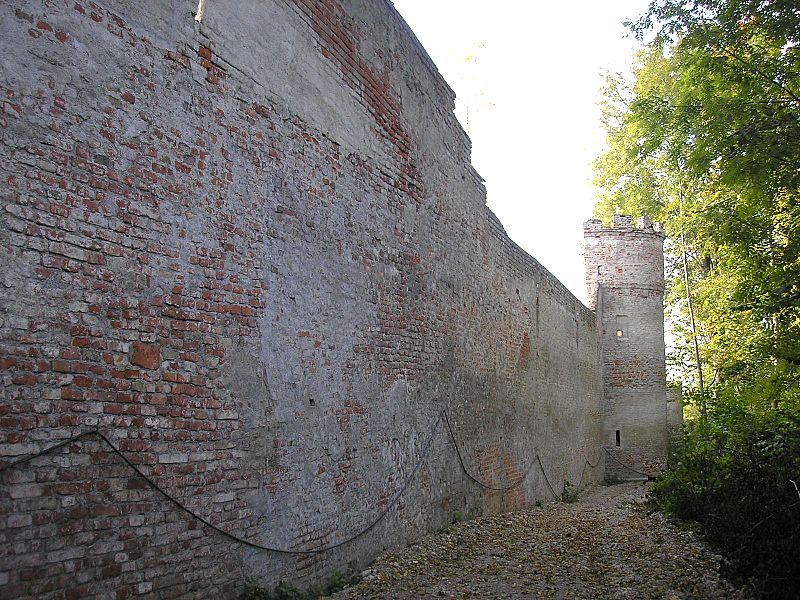
Der nordwestliche Mauerzug während der Sanierung

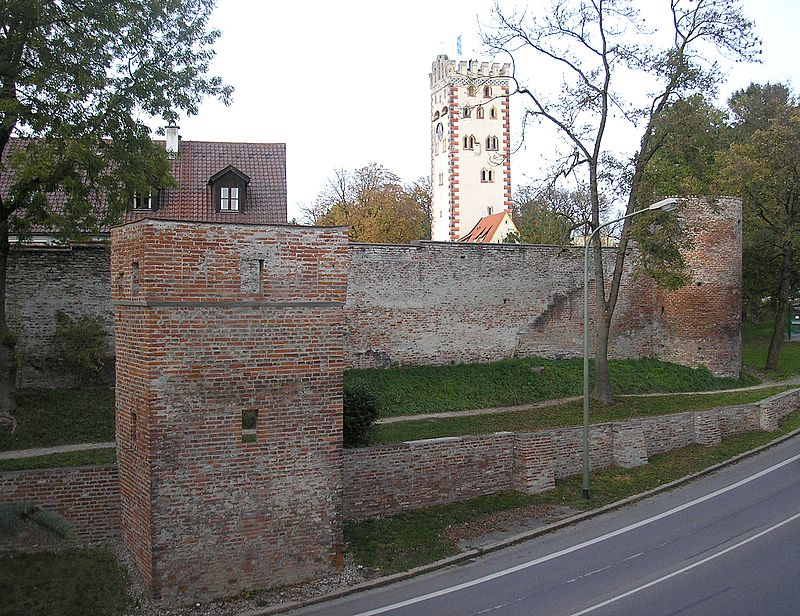
Stadtmauer und Zwinger an der „Neuen Bergstraße“, im Hintergrund das „Bayertor“

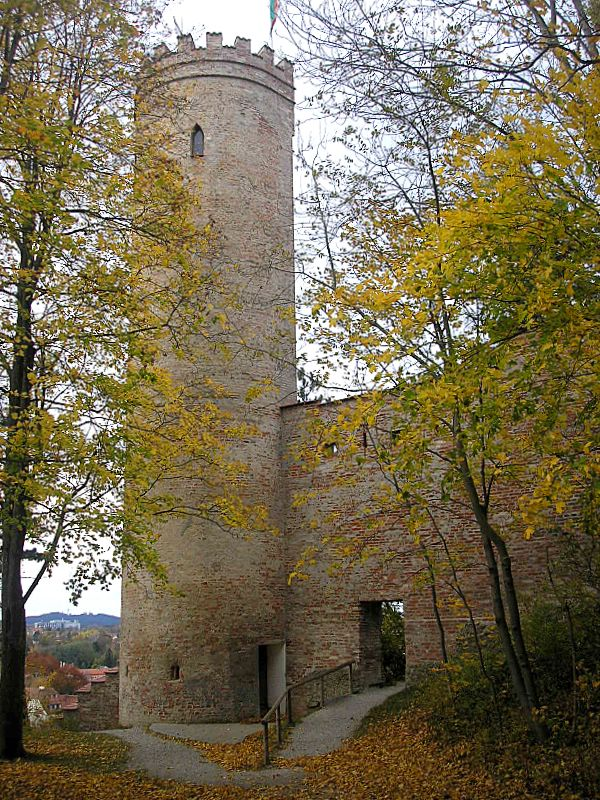
Der „Jungfernsprung“ auf der südlichen Hangkante

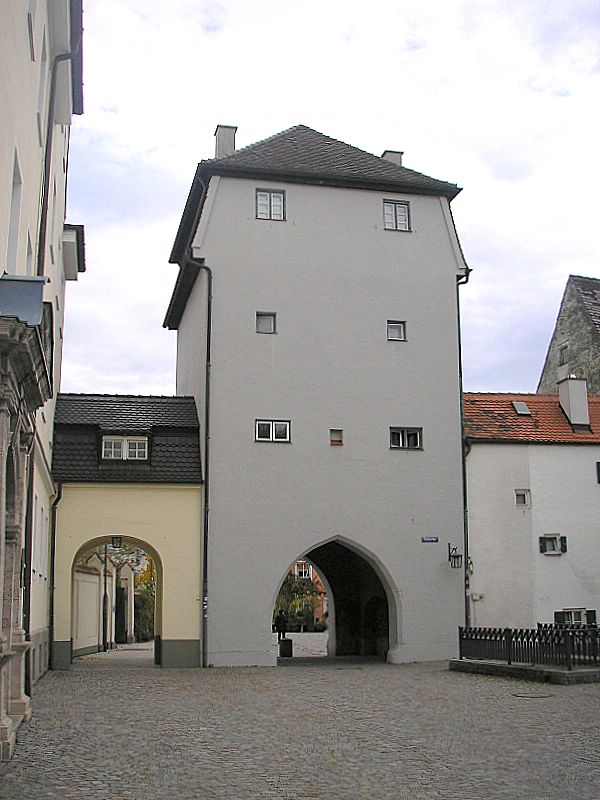
Das jüngste Stadttor, das „Färbertor“ …

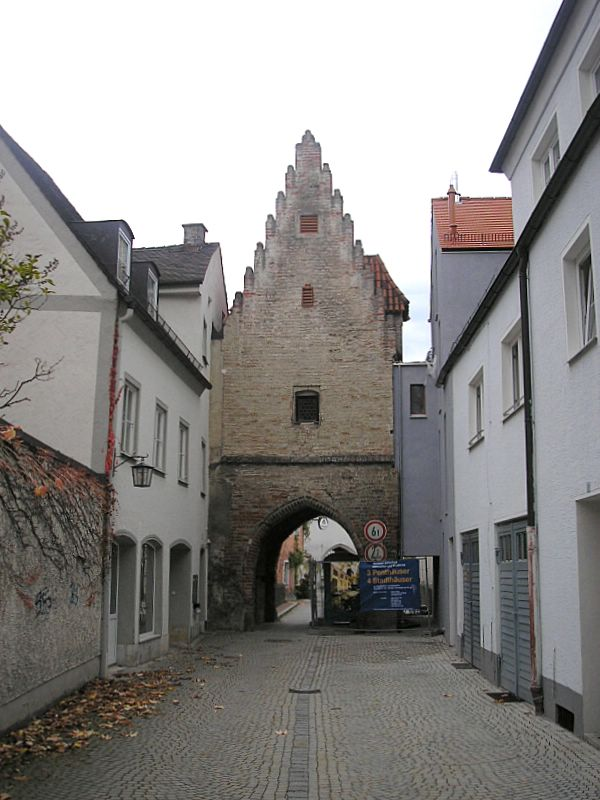
… wurde dem spätgotischen „Bäckertor“ als neuer Stadteingang vorgelagert

Die erste Befestigung der Stadt entstand wohl gegen Ende des 13. Jahrhunderts. 1315 erscheint das Lechtor in einer Urkunde. Zu diesem Zeitpunkt war die Siedlung wohl komplett von Mauern und Palisadenwällen umgeben. 1315 und wahrscheinlich nochmals 1319 kam es zu heftigen Kampfhandlungen im Zusammenhang mit der Auseinandersetzung Ludwigs des Bayern mit Friedrich dem Schönen von Österreich.

### Erste Stadtmauer
Diese ursprüngliche Stadtmauer war an die herzogliche Burg auf dem Schlossberg angeschlossen und zog sich hinunter zum „Schönen Turm“, dem ersten Stadtzugang. Der Verlauf des Mauer- bzw. Wallzuges lässt sich im heutigen Stadtgrundriss noch gut verfolgen. Er führte um die Stadtpfarrkirche herum zum abgegangenen „Fronvesttor“ und weiter zum erhaltenen „Fronfestturm“ („Hexenturm“), lief parallel zum Lech bis an den „Nonnenturm“, um dann im Westen wieder an die Burg zu stoßen. Die hochgotische Mauer ist teilweise bis in über acht Meter Höhe erhalten, allerdings meist in Gebäude einbezogen. Der Südteil stammt bereits von einer ersten Erweiterung der Stadtfläche. Wahrscheinlich zog sich die alte Südmauer beim ehemaligen „Kiebltörl“ zur Burg, vielleicht auch schon vom Turm beim ehem. Ursulinenkloster. Eindeutige Mauerreste sind hier aber nicht nachgewiesen.

### Kleine Stadterweiterung im Osten und Westen
Um die Mitte des 14. Jahrhunderts erweiterte man das Stadtgebiet etwas nach Osten. Erhalten hat sich hiervon noch der Turm im „Hexenviertel“. Das „Pfettener Tor“ ist heute verschwunden, es wurde nach der großen Stadterweiterung entbehrlich. Auch im Westen wurden einige Häuser am „Schweizertor“ (Metzgertor) in den Stadtmauerring integriert.

### Große Stadterweiterung des 15. Jahrhunderts
Ab 1410/20 bis ins zweite Viertels des 15. Jahrhunderts kam es zu der großzügigen Erweiterung des Stadtgebietes, deren Befestigungsanlagen noch so eindrucksvoll erhalten sind. Landsberg war seit dem frühen 14. Jahrhundert als Grenzstadt im Besitz reicher Handelsprivilegien, was ein rasches Bevölkerungswachstum mit sich brachte. Der neue Wohlstand war durch die politischen Unruhen (Städtekriege) dieser Zeit gefährdet. Die Neusiedler suchten Sicherheit hinter den Stadtmauern, die zugleich ja auch Rechtsgrenze waren. Aus Siedlern wurden so „Bürger“ mit den entsprechenden Privilegien. Unter anderem aus fiskalpolitischen Gründen förderten die Herzöge den Ausbau Landsbergs zur Handelsmetropole und Grenzfestung durch Vergünstigungen und Geldzuwendungen. Die Gemahlin Herzog Ernsts, Elisabeth Visconti schenkte der Bürgerschaft 1425 40 Pfund Pfennige für den Bau der Wehrmauer. Im Jahr 1426 musste Landsberg ein ganzes Jahr keine Steuern entrichten.
Aus strategischen Gesichtspunkten verlegte man den östlichen Mauerzug auf die wasserarme und damit siedlungsfeindliche Hochebene über dem Fluss. Noch heute ist der südöstliche Bereich der Altstadt unbebaut. Das Dorf Phetine in der Senke hinter dem Schlossberg wurde vollständig in die Befestigung einbezogen, auch der Burghügel selbst lag innerhalb der Stadt.
Als neue Stadttore entstanden im Norden das „Sandauer Tor“, auf der Ebene das mächtige „Bayertor“ und das Bäckertor im Westen. Das Lechtor baute man repräsentativ um, da es ja der Hauptzugang vom schwäbischen, also „ausländischen“ Gebiet war. 1425 war das „Bayertor“ fertiggestellt, dem bis 1439 das erhaltene Vorwerk angefügt wurde.
Eine letzte Erweiterung der mittelalterlichen Stadtfläche fand in der ersten Hälfte des 16. Jahrhunderts statt, als das Wirtschaftsviertel (Mühlbachquartier) am Lech in die Befestigung einbezogen wurde. Als Zugang entstand das Färbertor vor dem Bäckertor der großen Stadterweiterung. Als Wehrturm am Südwesteck wuchs der „Wagnerturm“ in die Höhe.
Die Bedrohungen durch den „Schwäbischen Bund“ (begründet 1485) machten gegen Ende des 15. Jahrhunderts eine Modernisierung der Befestigungsanlagen notwendig. So wurden etwa die Schießscharten und Zinnen umgebaut und einzelne Mauerpartien verstärkt. Zu dieser Zeit war die Befestigung angesichts der raschen Entwicklung der Waffentechnik nur noch eingeschränkt brauchbar. Das Ziegelmauerwerk war meist nur etwa 80 bis 90 Zentimeter stark, hätte einem Artilleriebeschuss also nicht lange standgehalten. Man baute nur den „Großen Pulverturm“ und den „Färberturm“ zu Kanonentürmen aus und ummantelte das „Färbertor“.

### Dreißigjähriger Krieg
Der Ausbau wurde im 16. Jahrhundert durch einzelne Baumaßnahmen fortgesetzt. Der „Färberturm“ am Nordwesteck ist seitdem eine flache Rundbastion (Ummantelung unhistorisch erneuert), auch der „Pulverturm“ erhielt ein neues Kanonengeschoss. Im Wesentlichen blieb die spätmittelalterliche Ummauerung jedoch weitgehend erhalten.
Der Dreißigjährige Krieg brachte neue Gefahren für die Städte des Kurfürstentums. 1631 befahl Kurfürst Maximilian die Verstärkung der Befestigungsanlagen in seinem Herrschaftsbereich. Hierzu wurde die Stadt- und Landbevölkerung zu umfangreichen Schanzarbeiten verpflichtet. Zum Oberaufseher bestimmte die Regierung dem Münchener Ingenieur Hieronymus Damian. Im Zuge dieser Maßnahmen entstand auch der „Sandauer Torturm“ neu. Als Vorbilder dienten die Tore der Stadt Augsburg.
Dennoch konnten die Schweden Landsberg 1632 kampflos besetzen. Die kaiserlichen Truppen beschossen daraufhin die Stadt und legten die Mauer am „Pulverturm“ in Trümmer. Die Stadt wechselte noch mehrmals den Besitzer. Beide Parteien setzten die Schanzarbeiten fort, um Landsberg zu einem Truppenstützpunkt auszubauen. Im April 1633 gelang den Protestanten unter General Torstenson die erneute Einnahme. Diesmal sollten die Festungsanlagen endgültig demoliert werden. Hierzu wurde sogar der erfahrene Festungsbaumeister Elias Holl aus Augsburg hinzugezogen. Begonnen wurde mit dem Abbau der Wehrgänge der mittelalterlichen Stadtmauer. Im Herbst 1634 wurde Landsberg jedoch wieder kaiserlich. Die Befestigungsarbeiten wurden wieder aufgenommen. Die Schweden hatten allerdings schon beträchtlichen Schaden angerichtet. Am 26. Juli 1635 legten die Handwerker dem Magistrat eine umfangreiche Schadensdokumentation vor. Mauern und Wehrgänge waren stark beschädigt. Zur Wiederherstellung mussten schließlich 38.371 fl. aufgewendet werden. 1646 fielen die Schweden nochmals in Bayern ein, die Schanzarbeiten wurden nochmals weitergeführt.

### 18. und 19. Jahrhundert
Zwischen 1703 und 1704 bedingte der Spanische Erbfolgekrieg einen nochmaligen Ausbau, der während des Österreichischen Erbfolgekrieges fortgesetzt werden musste (1741).
Die Erneuerungsmaßnahmen von 1783 sollten vornehmlich die in der Stadt stationierten Soldaten am Desertieren hindern. Hierzu schloss man einige Mauerlücken und verkleinerte einige Kanonenscharten.
Unter Napoléon Bonaparte sollten Landsberg, Schongau, Friedberg und Augsburg zu Brückenköpfen ausgebaut werden. 1.000 Arbeiter und hundert Zimmerleute begannen mit der Errichtung hölzerner Palisaden und reparierten die Bastionen. Der Friedensschluss von Pressburg beendete die Aktivitäten, bis 1809 auf Befehl des bayerischen Königs letztmals Schanzarbeiten durchgeführt wurden.
Ende 1803 gestattete Kurfürst Max IV. Joseph die teilweise Entfestigung seiner Städte und Märkte. In Landsberg fiel 1806/07 das große Lechtor und wurde durch einen neuen Stadteingang mit kleinen klassizistischen Wachhäuschen ersetzt. Auch das „Schweizertor“ und mehrere Mauertürme verschwanden in den folgenden Jahren oder wurden erniedrigt. König Ludwig I. machte den Erlass seines Vaters im Januar 1826 wieder rückgängig. Der kunstsinnige König hatte den historischen und architekturgeschichtlichen Wert solcher Wehranlagen erkannt, wenn er sich auch anfangs noch auf den fortifikatorischen Nutzen der Befestigungen berief. Zwischen 1830 und 1840 fiel dennoch das „Pfettener Tor“ in der „Alten Bergstraße“.
1850 durfte die Stadt die Erdschanzen vor dem Bayertor abtragen, da kein altertümlicher Wert vorhanden sei. 1874/75 verschwanden auch die Bastionen östlich der „Epfenhausener Straße“.

### 20. Jahrhundert
Ab 1902 beaufsichtigte das königliche Generalkonservatorium die Erhaltungsbemühungen. Um 1907 begann die teilweise Wiederherstellung des eingefüllten Grabens nördlich des Bayertores. Hierbei konnten auch die Fundamente des Zwingers freigelegt werden.
1935/36 wurde die „Neue Bergstraße“ in den Graben vor dem Schlossberg gelegt. Unterhalb des „Jungfernsprunges“ musste die Stadtmauer durchbrochen werden. Auch der Graben wurde teilweise aufgefüllt oder verändert. Jedoch restaurierte man im Zuge der Baumaßnahmen die Stadt- und Zwingermauer mit dem alten Ziegelmaterial und mauerte einige Mauerkronen neu auf.
1942 planten die Nationalsozialisten den Ausbau Landsbergs zur „Stadt der Jugend“. Auch eine Restaurierung bzw. die Rekonstruktion verschwundener Stadtmauerteile wurde in Erwägung gezogen. Das Kriegsende machte alle diese Planungen gegenstandslos.
Nach dem Zweiten Weltkrieg begannen 1964 umfangreiche Restaurierungsmaßnahmen, die bis heute andauern. Einen kleinen Mauerabschnitt musste man niederlegen und als Betonwand mit Ziegelverblendung wieder aufbauen. Andere Abschnitte wurden saniert und wie ursprünglich verputzt. Das Denkmalschutzjahr 1975 brachte die Sanierung des „Bayertores“. Nach 1984 änderten die Verantwortlichen das Sanierungskonzept. Man verzichtete auf den Zementputz, der sich nicht bewährt hatte und mauerte die nur fragmentarisch erhaltenen Mauerkronen ganzer Abschnitte mit altem Ziegelmaterial neu auf. Große Mauerstrecken präsentieren sich deshalb heute unverputzt und in der ursprünglichen Höhe.

## Beschreibung der erhaltenen Stadtmauerteile
Die erste Stadtmauer bestand größtenteils aus doppelschaligem Nagelfluh- und Tuffsteinmauerwerk mit Füllwerk aus Natursteinbrocken und Lechkieseln. Die späteren Erweiterungen sind in Vollziegelbauweise aufgemauert, die Mauern nur etwa zwei Steinlängen breit (etwa 80–85 cm). Die Sockel der Türme sind breiter (um 1,10 m). Die Fundamente der zweischaligen Mauer waren etwa 1,20 bis 1,40 Meter dick. Zum Schutz gegen Verwitterung waren die Mauerflächen mit einer dünnen Putzhaut überzogen.
Insgesamt sind die erhaltenen Mauerpartien über zwei Kilometer lang. Die Stadterweiterung des 15. Jahrhunderts wird noch nahezu vollständig von ihrem spätgotischen Befestigungsanlagen umgeben, hier haben sich auch Reste der Gräben und Zwingeranlagen erhalten. Auch die Mauer der hochmittelalterlichen Kernstadt ist in Teilen überkommen und gut zu verfolgen.

### Erste Stadtmauer
Markantester Rest ist der „Schöne Turm“ über dem Marktplatz. Der siebengeschossige Ziegelbau mit spitzbogigem Durchlass wurde allerdings um 1450 weitgehend erneuert und zum repräsentativen Stadtturm mit Turmuhr umgestaltet. Im 16. Jahrhundert war der Turm bemalt (Reste erhalten), heute ist wieder das nackte Ziegelmauerwerk zu sehen.
Ungefähr 50 m nördlich ist der „Turm in der engen Reihe“ zu finden. Der unverputzte Ziegelbau wird von einigen einfachen Rundbogenfriesen gegliedert und ist nahezu in der ursprünglichen Höhe erhalten. Das „Fronfesttor“ ist durch eine Photographie von 1862 dokumentiert (Stadtmuseum). Der Abbruch erfolgte noch im selben Jahr.
Die anschließende Stadtmauer zum „Fronvestturm“ ist im Westen noch vorhanden und steht auf einem Fundament aus Lechkieseln und Nagelfluh. Der „Fronfestturm“ (Hexenturm) ist fünfgeschossig und wird von einem einfachen Satteldach abgeschlossen. Das Ziegelmauerwerk durchbrechen kleine Fensteröffnungen.
Erhalten blieb auch der Stumpf des „Nonnenturms“ im Südwesteck mit der anschließenden Stadtmauer. Der hufeisenförmig vorspringende Wehrbau wird stadtseitig durch einen Anbau von 1924 ergänzt. Die anschließende Mauer zieht hinauf zum „Jungfernsprungturm“. Dazwischen liegen das „Schießtörl“ (ein einfacher Durchlass) und der danebenliegende Mauerturm.
Der „Jungfernsprung“ auf der Anhöhe war ursprünglich ein offener Schalenturm des 15. Jahrhunderts, der später geschlossen und erhöht wurde. Im 19. Jahrhundert diente der schlanke, siebengeschossige Halbrundbau als Wasserturm. Die anstoßende Mauer ist in voller Höhe von etwa 8 bis 9 Metern erhalten, der ehemalige „Waghals“ ein kräftiger Rechteckturm an der Burgmauer, jedoch verschwunden.
Ein Mauerturm der kleinen östlichen Stadterweiterung ist in ein Haus an der „Alten Bergstraße“ einbezogen. Auch Reste der Stadtmauer sind noch zu sehen. Der Eckturm „Am Mühlbach“ der westlichen Erweiterung steckt vollständig in einem Gebäude. Am Turmschaft sind Reste der ursprünglichen Rautenbemalung erhalten, die unter dem Dachtrauf des Hauses rekonstruiert wurde (Salzgasse 127).

### Große Stadterweiterung
Der Mauerzug der großen Stadterweiterung des 15. Jahrhunderts ist noch weitgehend vorhanden, wenn auch in einzelnen Teilen verändert oder überformt. Auch die beiden Haupttore im Osten und Norden stehen noch in der Mauerflucht. Die auffallend schwache, acht bis neun Meter hohe Ziegelmauer steht auf einem Fundament aus Kalktuff und Nagelfluh. Die Mauerkronen sind weitgehend erneuert, die Scharten verändert oder gar mit dem alten Material neu aufgemauert. Reste der Zwingeranlagen sind der Ost- und Südseite vorgelagert. Am besten hat sich der Zwinger an der „Neuen Bergstraße erhalten“. Die Gräben sind weitgehend vorhanden, vor der Ostseite allerdings verflacht.
Die hölzernen Wehrgänge und Einbauten der Schalentürme sind verschwunden, die Mauerkronen jedoch weitgehend wiederhergestellt. Im Mauerzug stehen noch 16 Schalentürme, die von sieben geschlossenen Türmen und den Haupttoren ergänzt werden.
Das Ensemble wird durch die Reste der neuzeitlichen Bastionärbefestigung eindrucksvoll ergänzt. Gut erkennbar sind die Schanze am „Grossen Pulverturm“ und die Südschanze vor der „Neuen Bergstraße“.

### Die Tore
Das östliche Haupttor ist das etwa 36 Meter hohe „Bayertor“, das als der schönste und eindrucksvollste Torturm Südbayerns gilt (siehe Hauptartikel).
Das heutige „Sandauer Tor“ im Norden entstand um 1627/28. Der fünfgeschossige Torturm erinnert an die Torbauten der etwa 40 Kilometer nördlich gelegenen Reichsstadt Augsburg. Insbesondere das „Klinkertor“ von Elias Holl scheint hier als Vorbild gedient zu haben. Seit 1947/48 wird die anschließende Stadtmauer von einer rundbogigen Durchfahrt unterbrochen.
Das „Bäckertor“ (nach 1435) ergänzte das „Lechtor“ als zweiter lechseitiger Zugang. Der dreigeschossige Ziegelturm wird auf der Stadtseite von einem steilen Stufendach bekrönt. Die Feldseite zeigt hingegen einen abgewalmten Helm mit spitzem Aufsatz.
Bei der Erweiterung der Befestigung um das Mühlbachquartier legte man um 1520/30 dem Torbau noch das „Färbertor vor“. Das „Färbertor“ trägt seit etwa 1800 ein abgewalmtes Mansarddach über den beiden Obergeschossen. Ursprünglich flankierten kleine Scharwachttürmchen einen steilen Spitzhelm. Auch die spitzbogige Durchfahrt steht noch in spätgotischer Tradition.

### Die Türme
Der anstoßende Stadtmauerzug führt den Hang hinauf zum „Dachlturm“ (Lueginsland), dem höchsten der erhaltenen Wehrtürme. Der Name „Lueginsland“ deutet auf seine Funktion als Wart- und Spähturm. Er steht allerdings nicht auf der Hangkante, sondern im oberen Drittel der Hangmauer. Die elf Ziegelsteingeschosse entstanden um 1415/20 bzw. etwas später (Oberteil). Der Grundriss ist hufeisenförmig, die Rückwand vermauert. Wie die Stadtmauer war auch der „Dachlturm“ ursprünglich verputzt.
Neben dem „Sandauer Tor“ springt ein Schalenturm aus der Mauer, dessen ziegelgedecktes Obergeschoss über einem rundbogigen Blendfries aufragt.
Nebenan steht der Stumpf des „Färberturms“ am Nordwesteck der Befestigung. Ehemals besaß der große, kreisrunde Kanonenturm in seiner letzten Ausbaustufe zwei Wehrgeschosse, heute ist nur noch das Erdgeschoss erhalten (außen stark erneuert).
Die Ostseite der Mauer ist durch dreizehn Halbtürme bewehrt. Sie sind auf der Stadtseite offen. Ein eingedrungener Feind konnte sich so nicht verschanzen.
Am Nordosteck ragt der mächtige „Große Pulverturm“ auf. Der verputzte fünfgeschossige Rundturm mit seinem Kegeldach (19. Jahrhundert) stammt noch aus dem 15. Jahrhundert, wurde aber im 16. Jahrhundert erhöht und ausgebaut. Das angrenzende Areal war und ist noch heute unbebaut, weshalb der Turm auch als Pulvermagazin diente. Das oberste Geschoss wird von neun großen stichbogigen Schießöffnungen durchbrochen.
Der zweigeschossige, hufeisenförmige Stumpf des Wagnerturms im Mühlviertel ist in ein kleines Wohnhaus einbezogen und durchfenstert.

### Der Zwinger
Trotz der guten Erhaltung der Ringmauer ist das ursprüngliche Befestigungskonzept nur noch eingeschränkt erlebbar, da die vorgelagerte Zwingeranlage nur fragmentarisch überliefert ist. Im Nordosten sind nur noch die Fundamente vorhanden, auch der Graben ist hier nur eine flache Mulde. Neben dem „Großen Pulverturm“ ragt jedoch das Oberteil eines Zwingerturms aus dem Boden.
Beiderseits des „Bayertores“ sind umfangreichere Reste zu sehen. Der Abschnitt an der „Neuen Bergstraße“ vermittelt noch am anschaulichsten die mittelalterliche Konzeption. Das Gelände (Graben) wurde jedoch beim Straßenbau verändert.
Der Zwinger, der sicher unmittelbar nach der Ringmauer entstand, war der Mauer in etwa sechs bis sieben Metern Abstand vorgelegt. Die Brüstung lag ungefähr fünf bis fünfeinhalb Meter über der Grabensohle. Die Schalentürme waren ca. zehn Meter hoch und – im Gegensatz zu den Halbrundtürmen der Hauptmauer – teilweise rechteckig. Die Aufsätze der erhaltenen Beispiele sind sämtlich verändert bzw. historisierend (um 1900) wiederhergestellt.

## Bildquellen und Pläne
(Auswahl, Abbildungen im Inventarband)
- Älteste Ansicht der Stadt (Südwestteil) als Hintergrund auf der „Landsberger Geburt Christi“ (spätgotische Altartafel, um 1460/70, Staatsgalerie Augsburg)
- Stadtansicht von Westen mit dem ehemaligen Lechtor (um 1566), Zeichnung von Ludwig Schliem (Bayerisches Hauptstaatsarchiv München)
- „Landtsperg“. Ansicht von Westen (um 1583), Fresko von Hans Donauer dem Älteren (Antiquarium der Residenz München)
- Stadtansicht von Westen auf einem Altarblatt der ehem. Hl. Geist-Spitalkirche (1628, jetzt Stadtmuseum Landsberg)
- Kolleg und Gymnasium der Jesuiten mit angrenzender Ostmauer der Stadtbefestigung (um 1700). Kupferstich von Michael Wening
- „Statt Landtsperg“, Ansicht von Westen (um 1700). Kupferstich von Michael Wening
- Stadtansicht von Westen. Votivbild anlässlich der französischen Bombardierung am 10./11. Juli 1800, gestiftet 1801 (Landsberg, Hl. Kreuz)
- Grundriss der Stadt Landsberg (dat.1787), kol. Federzeichnung von Alan Gerold (Stadtmuseum Landsberg)
- Aufnahmeblatt zum Urkataster (um 1808/10). Kolorierte Tuschezeichnung, Josef Leber und Michael Huber (Bayerisches Landesvermessungsamt München, Nr. 3560/70)